# 夢グループ
株式会社夢グループ（ゆめグループ）は、通信販売事業を行う日本の企業。当初は芸能事務所としてスタートした。2024年現在も公式サイトに所属タレントは掲載されているが、芸能関連の事業内容はタレントのマネジメントといった記載はなく、コンサート主催に留まる。
平素のCMは夢グループ社長と同社所属歌手が出演している。

## 概要
2003年、狩人のマネジメントを担当するため、通販会社ユーコーの社長だった石田重廣が有限会社あずさ2号を設立。2006年4月、演歌歌手である三善英史の所属を契機に、社名を「夢グループ」に変更。その後、通販事業に進出した。 
演歌、昭和歌謡、ポップスなど様々なジャンルの夢コンサートの開催をはじめとしたコンサートプロモーター業務、またカラオケマシン「カラオケ1番」を中心とした家電などの通信販売が主な事業である。2021年11月25日まで、タレントのマネジメントも担っていた。
夢レコードというレコードレーベルにてCD制作を行っており、徳間ジャパンコミュニケーションズに販売委託している（規格品番：YZYM）。
出版事業として『月刊歌謡アリーナ』を発行（発行元／創遊社）していたが、2014年12月号（2014年10月21日発売）をもって休刊。
かねてより運営していたグループ直営の健康ランド『夢健康ランド』（茨城県神栖市）は、新型コロナウイルスの影響により2024年現在臨時休業中。
2022年5月、保科有里とのデュエットで石田重廣社長が同年7月に歌手デビューすることが発表された。
2023年7月、同月よりTVアニメが放映される講談社のライトノベル作品のコミカライズ紹介タイアップCMが放映された。
2024年5月23日、夢グループにおよそ3700万円の損害を与えたとして、元企画宣伝部長とイベント会社社長が背任容疑で逮捕された。警視庁によると、2019年12月下旬から2021年12月下旬ごろ、共謀した二人が同社に支払われるべき広告費用の一部をおよそ30回にわたってイベント会社へ入金させていたとみられる。6月12日、新たに4200万円を着服したとして背任容疑で二人が再逮捕された。
2024年10月21日、江頭2:50のYouTubeチャンネル「エガちゃんねる」とのコラボ動画が公開され、江頭が石田に扮して登場した。
2025年3月21日、新型コロナウイルスの流行初期にあたる2020年3-4月、期間限定価格で送料などの追加費用が発生しないとうたってマスクを販売。この行為が景品表示法違反（有利誤認表示）に当たるとして、消費者庁が夢グループに対して6589万円の課徴金納付命令を出した。 夢グループは取材に「消費者庁の認定には納得いかない点があり不服申し立てを検討している」と回答している。

## 所属アーティスト
提携する者を含む。
- 橋幸夫[14]
- 黒沢年雄
- チェリッシュ
- 三善英史
- 高道
- 保科有里
- Zero
- 二代目橋幸夫yH2[15]

出典：夢グループ所属タレント一覧

### 過去の所属アーティスト
- 松方弘樹（2017年没）
- 狩人
- 小林旭
- 小牧勇太（元同社社員[16]）
- 中村泰士[16]

## 提供番組
☆は一社提供
- 金曜7時のコンサート〜名曲!にっぽんの歌〜（テレビ東京）
- Live News イット!（フジテレビ）
- BSフジLIVEプライムニュース (BSフジ)
- ☆夢のスター歌謡祭（BSフジ）
- ☆石田社長の歌が大好き（BSフジ）
- 笑点 なつかし版（BS日テレ）
- 笑点 特大号（BS日テレ）
- 大改造!!劇的ビフォーアフター（BS朝日）
- 人生、歌がある（BS朝日）
- 鉄道・絶景の旅（BS朝日）
- 噂の!東京マガジン（BS-TBS）
- 徳光和夫の名曲にっぽん（BSテレ東）
- ☆チェリッシュ うたものがたり（TBSラジオ）
- ☆保科有里・豊田綾乃の人に恋して（TBSラジオ）
- ☆辻よしなり・保科有里の歌が聴きたい（TBSラジオ）

## 漫画
『夢グループ ファンタジークエスト〜勇者と商人と値引かれしモノたち〜』のタイトルで漫画化された。2024年3月21日発売の『コロコロイチバン!』5月号より連載。漫画は御狐ちひろ、シナリオは古城ひろしが担当。